# Ma'rib
Huyện Ma'rib là một huyện thuộc tỉnh Ma'rib, Yemen. Đến thời điểm năm 2003, huyện này có dân số 32143 người